# Christine Sonali Merrill
Christine Sonali Merrill (née le 20 août 1987 à Bakersfield (Californie)) est une athlète srilankaise. Elle participe aux 400 mètres haies aux Jeux olympiques d'été de 2012  mais termine 30e  et est éliminée au premier tour bien qu'elle bat son meilleur temps de la saison avec un temps de 57 s 15.
Son meilleur temps est de 56 s 45 qui est le record national du Sri Lanka.